# Hámilton Ricard
Hámilton Ricard Cuesta (* 12. Januar 1974 in Quibdó) ist ein ehemaliger kolumbianischer Fußballspieler.

## Nationalmannschaft
1995 debütierte Ricard für die kolumbianische Fußballnationalmannschaft. Mit dieser qualifizierte er sich erfolgreich für die Copa América 1997, 1999 und Weltmeisterschaft 1998. Ricard bestritt 27 Länderspiele und erzielte dabei fünf Tore.

## Errungene Titel (mit seinen Vereinen)
- Categoría Primera A: 1996, 2005
- Primera División (Uruguay): 2006/07